# Le Trio Joubran
Le Trio Joubran est un groupe de musique palestinienne, formé en 2004 par trois frères : Samir, Wissam et Adnan Joubran. Leur musique, qu'ils qualifient de « compositions innovantes pour oud et percussions », prend sa source dans la musique classique arabe mais laisse place à une grande part d'improvisations. Ils sont accompagnés depuis 2007 par le percussionniste Youssef Hbeisch.

## Historique
Héritier d'une famille palestinienne d'oudistes sur quatre générations, le groupe est composé de trois frères, fils du luthier Hatem Joubran, virtuoses du oud et originaires de Nazareth : l'aîné et le leader Samir (né en 1973), Wissam (né en 1983), et Adnan (né en 1985). Le trio s'est réellement formé en 2004 autour de Samir Joubran, qui avait commencé une carrière solo quelques années auparavant. Wissam Joubran est par ailleurs un luthier d'ouds. Palestiniens de nationalité israélienne, ils vivent à Nazareth et à Ramallah ainsi qu'à Paris depuis 2005.
De par leur carrière internationale, les frères Joubran sont considérés comme de véritables ambassadeurs de la Palestine. Le Trio Joubran est particulièrement impliqué dans la défense et la diffusion de la culture palestinienne,. Le groupe se produit régulièrement en Europe, ainsi qu’aux États-Unis, au Canada, en Amérique latine et dans le monde arabe.

## Collaborations artistiques
Le film documentaire Improvisations, Samir et ses frères, de Raed Andoni, retrace la création du groupe et leur premier concert, donné en septembre 2004 au Jardin du Luxembourg à Paris. En 2004, le trio participe à la création chorégraphique La Madâa d'Héla Fattoumi & Éric Lamoureux. En 2016, ils collaborent au spectacle de danse contemporaine Beytna du chorégraphe libanais Omar Rajeh.
Pour le cinéma, le premier film de Nassim Amaouche, Adieu Gary (2009), utilise des titres de l'album Majâz. Samir et Wissam apparaissent également dans le film. La même année, ils composent la bande originale du film Le Dernier Vol de Karim Dridi, interprétée en collaboration avec le groupe Chkrrr. Ils collaborent à deux reprises avec le musicien A. R. Rahman en composant pour les films Miral (2010) de Julian Schnabel et Muhammad: The Messenger of God (2015) de Majid Majidi.

## Discographie
- 2003 : Tamaas
- 2004 : Randana
- 2007 : Majâz
- 2009 : À l'ombre des mots (sur des poèmes écrits et récités par Mahmoud Darwish) (concert en public)
- 2009 : Le Dernier Vol en collaboration avec le trio Chkrrr (bande originale du film Le Dernier Vol)
- 2011 : AsFâr
- 2013 : The First 10 Years (anthologie)
- 2018 : The Long March

### Musique de films
- Adieu Gary de Nassim Amaouche (prix de la meilleure musique de film au Festival international du film de Dubaï)
- Le Dernier Vol de Karim Dridi
- The Last Friday de Yahya Alabdallah (prix de la meilleure musique de film au Festival international du film de Dubaï)
- Cinq caméras brisées d'Emad Burnat et Guy Davidi (nommé aux Oscars 2012 dans la catégorie Meilleur documentaire)
- Miral de Julian Schabel (en collaboration avec AR Rahman)
- The Messenger of God de Majid Majidi (en collaboration avec AR Rahman)

## Distinctions
- Prix de la créativité artistique de l’Arab Though Foundation (Beyrouth en 2013) pour l'ensemble de leur carrière[7].
- Médaille du mérite et de l'excellence (Ramallah en 2013) pour l'ensemble de leur carrière.
- Prix Ziryab de la virtuosité au Festival international du luth, Tétouan 2016[8]